# Szentes (distrikt)
Szentes är ett distrikt i Ungern. Det ligger i provinsen Csongrád-Csanád, i den centrala delen av landet, 140 km sydost om huvudstaden Budapest.